# Лимерикский университет
Лимерикский университет (англ. University of Limerick, ирл. Ollscoil Luimnigh) был основан в 1972 году под названием «National Institute for Higher Education, Limerick» и стал университетом в 1989 году, после выхода закона University of Limerick Act'.

## История
Ещё в 1845 году мэр Лимерика планировал создание в городе высшего учебного заведения, однако Queen’s college вместо Лимерика нашёл прописку в Корке, Белфасте и Голуэе.
Комитет по созданию университета в Лимерике был создан в 1959 году при непосредственном участии мэра города, Тэда Рассела и поддержке верховного судьи Дермота Кинлина. В 2002 году решением учёного совета Университета им обоим были присвоены почётные звания.
Государство не было заинтересовано в создании организаций уровня университета, и в соответствии с разработанной в конце 1960-х годов концепцией создания колледжей в Лимерике был основан Национальный институт высшего образования (National Institute for Higher Education, NIHE). В 1972 году был осуществлён первый набор студентов. В 1989 году институту был присвоен статус университета.
Данное заведение является одним из лучших в Ирландии и своим существованием обязано исключительной силе воли Чарльза Фини, так же, как и его талантам, проницательности и, конечно же, гранту, который составляет 170 млн долларов США.

## Современное состояние
В настоящее время в университет записано около 13 000 студентов, обучающихся на четырёх факультетах:
- Бизнес-школа Кемми (Kemmy Business School)
- Факультет образования и медицинских наук (Faculty of Education & Health Sciences)
- Факультет науки и техники (Faculty of Science & Engineering)
- Факультет искусств, гуманитарных и социальных наук (Faculty of Arts, Humanities & Social Sciences)

Университет расположен вдоль берегов реки Шаннон на ареале площадью в 80 гектаров, в 5 км от центра города Лимерик.